# Julius Einödshofer
Julius Einödshofer (* 10. Februar 1863 in Wien; † 17. Oktober 1930 in Berlin) war ein österreichischer Komponist und Kapellmeister.

## Leben

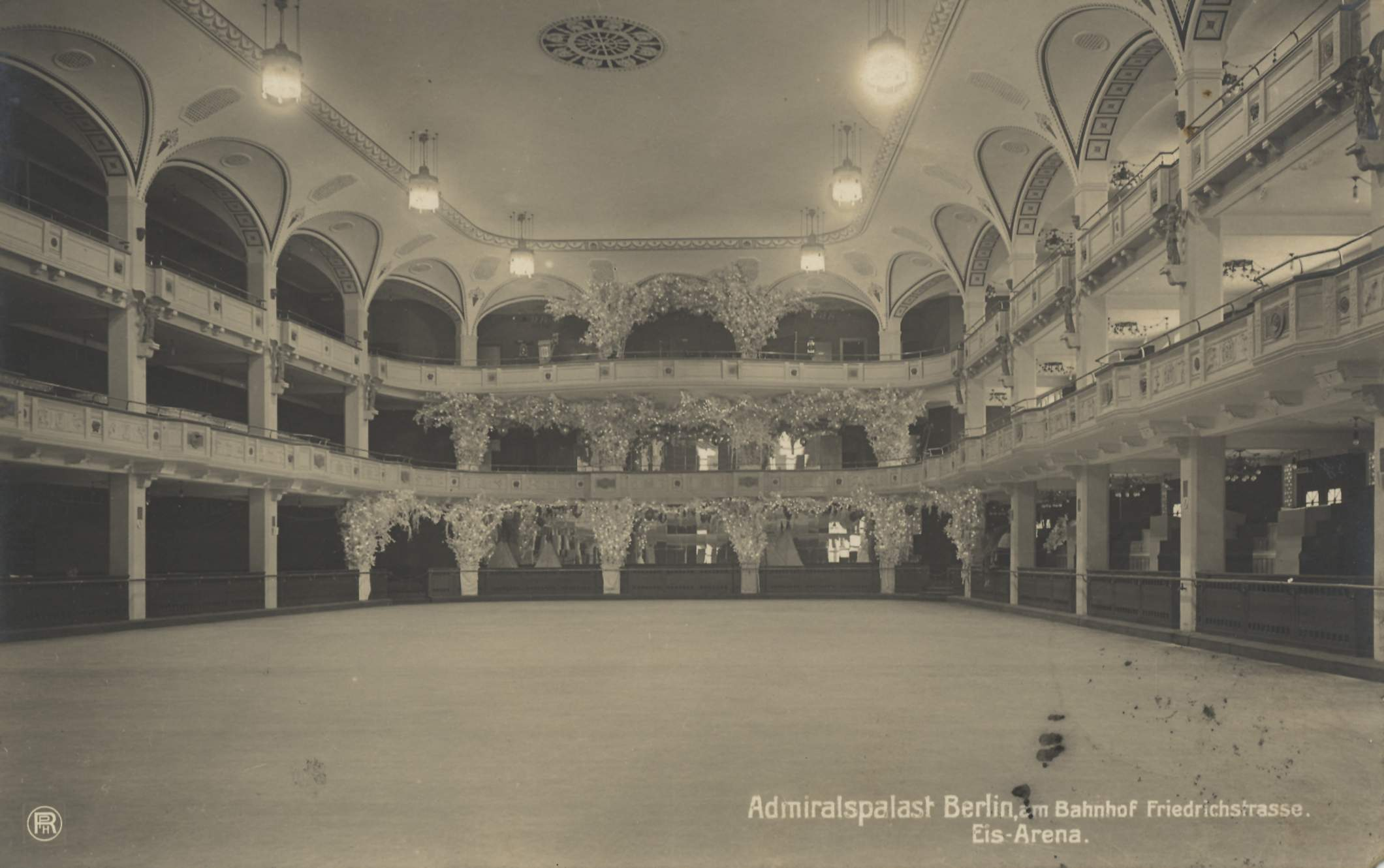
Eis-Arena im Admiralspalast in Berlin-Mitte, 1911.

Er studierte von 1876 bis 1882 am Konservatorium der Gesellschaft der Musikfreunde in Wien. Anschließend war er als Kapellmeister an verschiedenen Provinztheatern in Österreich-Ungarn tätig, u. a. in Bozen, Olmütz und Innsbruck. 1890/91 war er Direktor des Theaters in Znaim. Während dieser Zeit entstanden erste eigene Bühnenwerke, meist Einakter und Possen.
1892 ging Einödshofer nach Berlin und wurde erster Kapellmeister und Hauskomponist des neueröffneten Scala-Theaters. Ein Jahr später wechselte er in derselben Funktion an das Central-Theater, wo er zeitweise mit Leo Fall zusammenarbeitete. Als dessen Direktor Richard Schultz 1898 an das Theater unter den Linden wechselte, folgte er ihm zusammen mit dem Dramaturgen und Textdichter Julius Freund. Unter dem neuen Namen Metropol-Theater entwickelte sich das Haus bald zur führenden Unterhaltungsbühne des mondänen Berlin. Einödshofer komponierte die ersten drei der berühmten und spektakulären Metropol-Theater-Revuen: „Das Paradies der Frauen“ (1898), „Berlin lacht“ (1899) und „Die verkehrte Welt“ (1900). 1901 wechselte er ans Thalia-Theater und war anschließend vor allem als freier Dirigent tätig. Ab 1906 dirigierte er bis zum Ersten Weltkrieg während der Sommersaison das Orchester des Ostseebades Heringsdorf.

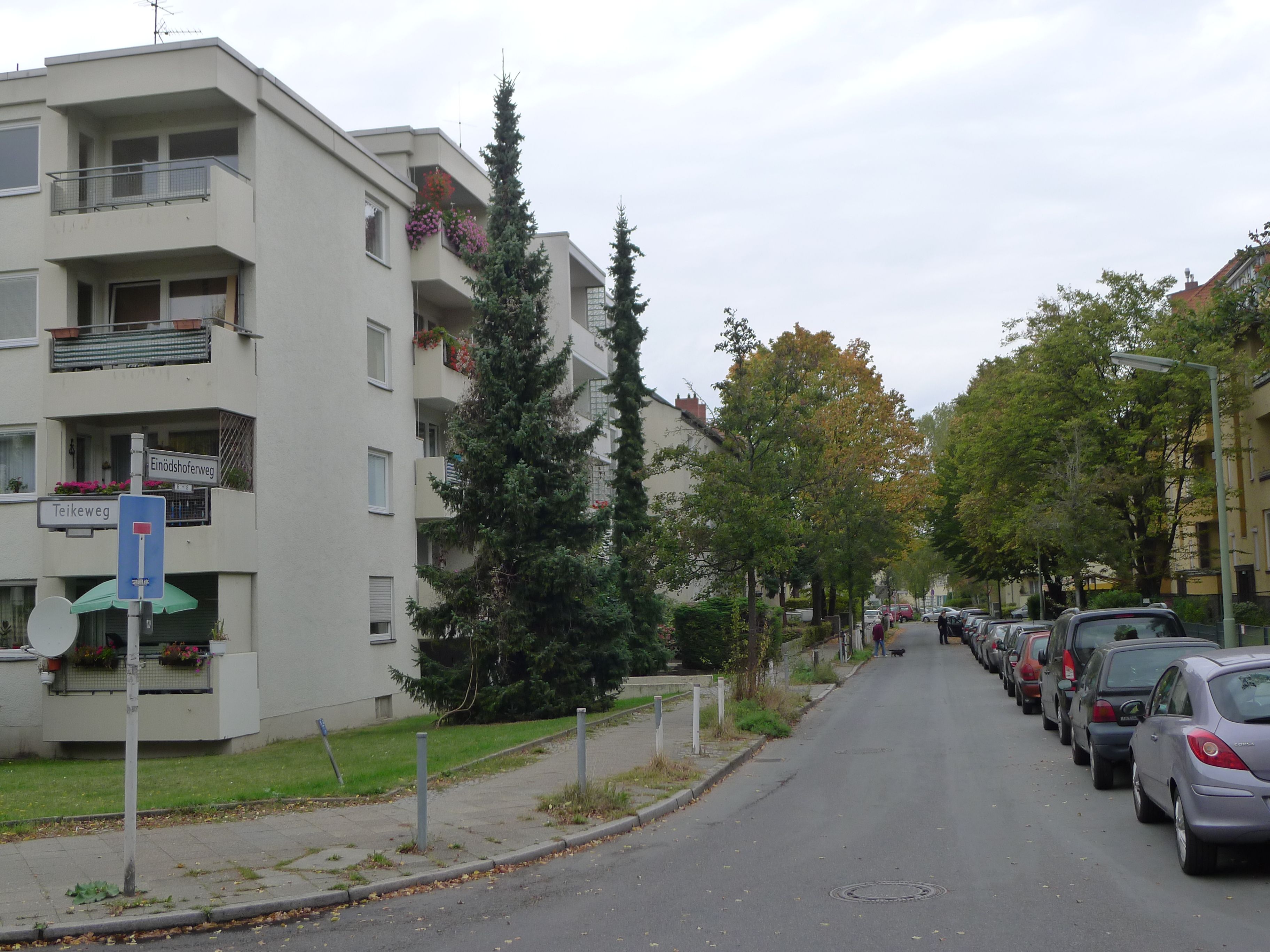
Einödshoferweg in Berlin-Mariendorf

1909 übernahm er die musikalische Leitung des Apollo-Theaters in Berlin und ab 1911 fand er seine letzte Wirkungsstätte im Berliner Admiralspalast. In dem zur Eisbahn umgebauten Theater komponierte er für die großen Ausstattungsballetts auf dem Eise. Nach seinem Rückzug aus dem Theaterbetrieb 1921 leitete er eine Theateragentur und war Präsident des Berliner Verbandes der Theaterkapellmeister. Zudem dirigierte er weiter für den Rundfunk. 1930 erlitt er kurz vor Beginn einer Rundfunksendung einen Herzinfarkt, an dessen Folgen er verstarb.
1931 wurde der Einödshoferweg im Berliner Ortsteil Mariendorf zu seinen Ehren benannt.

### Familie
Einödshofer heiratete 1886 die Soubrette Marie Grimm-Einödshofer, mit der er einen Sohn hatte.

## Werke

### I. Possen, Operetten, Revuen
- 1884: 14 Tage Arrest (Friedrich Rotter), Posse, 1 Akt (Wien Berlin)
- 1884: Ein Invalide von Aspern (Wilhelm Ernst), Lebensbild, 1 Akt (Wien Berlin)
- 1889: Die Spiritisten (Emil Weißenthurn), Operette, 3 Akte (Innsbruck Berlin)
- 1893: Berliner Vollblut (Jean Kren), Posse mit Gesang und Tanz, 4 Akte (Berlin)
- 1894: Ein gesunder Junge (Jean Kren/Alfred Schönfeld), Posse mit Gesang und Tanz, 3 Akte (Berlin)
- 1894: O diese Berliner! (Julius Freund nach Die Reise durch Berlin in 80 Stunden von Hermann Salingré), Posse mit Gesang und Tanz, 6 Bilder (Berlin)
- 1894: Der neue Kurs (Kren/Leopold Ely), Posse, 3 Akte (Berlin)
- 1895: Münchner Luft (Julius Freund), Posse (München), mit Karl Horak
- 1895: Unsere Rentiers (Julius Freund/Wilhelm Mannstaedt), Posse (Berlin)
- 1895: Eine tolle Nacht (Julius Freund/Wilhelm Mannstaedt), Ausstattungsposse mit Gesang und Tanz, 5 Bilder (Berlin)
- 1896: 1000 Jahre (Ferdinand Maierfeld nach Hermann Salingré), Posse, 3 Akte (Wien)
- 1896: Eine wilde Sache (Julius Freund/Wilhelm Mannstaedt), burleske Ausstattungsposse mit Gesang und Tanz, 6 Bilder (Berlin)
- 1897: Ein fideler Abend (Julius Freund/Wilhelm Mannstaedt), Posse, 3 Akte (Berlin)
- 1897: Berliner Fahrten (Julius Freund/Wilhelm Mannstaedt), burleske Ausstattungsposse mit Gesang und Tanz, 6 Bilder (Berlin)
- 1898: Das Paradies der Frauen (Julius Freund nach Ernest Blum und Paul Ferrier), große Ausstattungsposse mit Gesang und Tanz, 6 Bilder (mit Bertrand Sänger nach Le Royaume des femmes von Gaston Serpette) (Berlin)
- 1898: Die Tugendfalle (Julius Freund/Wilhelm Mannstaedt), große Posse mit Gesang und Tanz, 5 Bilder (Berlin)
- 1898: Sterzl in Berlin (Julius Freund/Wilhelm Mannstaedt), Gesangsposse, 5 Bilder (Wien)
- 1899: Berlin lacht (Julius Freund), Revue in einem Vorspiel und 3 Abteilungen (Berlin)
- 1899: Rund um Berlin (Julius Freund), Revue, 2 Abteilungen (Berlin)
- 1899: Die verkehrte Welt (Julius Freund nach dem Französischen), Ausstattungsstück (Berlin)
- 1900: Der Mandarin (Julius Freund), Operette (Berlin)
- 1901: Ein tolles Geschäft (Jean Kren/Alfred Schönfeld), große Ausstattungsposse mit Gesang und Tanz, 4 Bilder (Berlin)
- 1901: Die Badegruppe (Jean Kren/Alfred Schönfeld), Ausstattungsposse mit Gesang und Tanz (Berlin)
- Trau der Arbeit! ('s Christkindl) (Hans Neu), Volksstück mit Gesang, 3 Akte (Uraufführung nicht ermittelbar)
- 1902: Er und seine Schwester (Jean Kren nach Bernhard Buchbinder), Posse mit Gesang und Tanz, 4 Bilder (Berlin) (mit Max Schmidt nach Rudolf Raimann)
- Die schöne Sünderin Posse (Uraufführung nicht ermittelbar) (mit Max Schmidt)
- 1902: Seine Kleine (Jean Kren/Alfred Schönfeld und Leopold Ely), Ausstattungsposse mit Gesang, 3 Akte (Berlin)
- 1902: Die bösen Mädchen (Jean Kren/Alfred Schönfeld und Leopold Ely nach Rudolf Raimann), große Ausstattungsposse mit Gesang und Tanz, 3 Akte (Berlin)
- 1903: Der Camelien-Onkel (Leopold Leipzinger), Posse mit Gesang und Tanz, 3 Akte (Berlin)
- 1903: Der Posaunenengel (Jean Kren/Alfred Schönfeld), große Posse mit Gesang, 3 Akte (mit Max Schmidt)
- 1903: Resemanns Rheinfahrt (Wilhelm Jacoby/Arthur Lippschitz), große Posse mit Gesang, 3 Akte (Köln)
- 1903: Der reichste Berliner (Jean Kren/Alfred Schönfeld nach Leopold Ely/Benno Jacobson), Posse (mit Max Schmidt)
- 1904: Götterweiber (Jean Kren/Alfred Schönfeld nach Kurt Kraatz/Wilhelm Jacoby), Burleske mit Gesang und Tanz, 3 Akte (Berlin)
- 1904: Freut Euch des Lebens (Jean Kren/Alfred Schönfeld nach Jacoby/Robert Stein), burleske Ausstattungsposse mit Gesang und Tanz, 3 Akte (Berlin)
- 1904: Kam’rad Lehmann (Jean Kren/Leopold Ely nach F. Zell/Henri Chivot/Alfred Duru), große Ausstattungsposse mit Gesang und Tanz, 4 Akte (Berlin) (mit Julius Stern)
- 1904: Der Weiberkönig (Jean Kren/Alfred Schönfeld/Leopold Ely), große Ausstattungsposse mit Gesang und Tanz, 4 Akte (Berlin)
- 1904: Rossbach (Leo Stein), vaterländisches Spiel, 2 Akte (Bromberg)
- 1904: Der große Stern (Jean Kren/Alfred Schönfeld nach Leopold Krenn/Carl Lindau), große Ausstattungsposse mit Gesang und Tanz, 3 Akte (Berlin)
- 1909: Tohowabohu (Heinz Gordon), Operetten-Burleske, 3 Akte (Berlin)
- 1909: Man lebt ja nur einmal (Walter Gericke), Posse, 3 Akte (Berlin) (mit Max Schmidt)
- 1911: Das Liebesbarometer (Max Reichardt), musikalisches Lustspiel, 1 Akt (Berlin)
- Die kapriziöse Dame (Karl Schüler), Operette (Uraufführung nicht ermittelbar)
- Chico (Karl Schüler/Lucy Abels), Operette (Uraufführung nicht ermittelbar)
- 1915: Mamas Liebling (Leopold Ely), Posse mit Gesang und Tanz, 3 Akte (Berlin)
- 1915: Aus der Jugendzeit (Leopold Ely), Posse mit Gesang und Tanz, 3 Akte (Berlin)
- Der Schwindelfürst, Operette (Uraufführung nicht ermittelbar)
- 1922: Die Frau ohne Mann (Erich Kaiser), Operette (Dresden)
- Die fromme Helene Operette (Uraufführung nicht ermittelbar)
- 1927: Ja, ihr Mädels müßt dran glauben (Carl Bretschneider), Burleske 3 Akte (Berlin)

### II. Eisballette
Alle für die großen Ausstattungsballetts auf dem Eise in der Eisarena „Admiralspalast“ in Berlin komponiert; Premieren größtenteils nicht mehr zu ermitteln.
- Abrakadabra (Spielzeit 1917/18)
- Flirt in St. Moritz (Spielzeit 1921/22)
- Das Gespensterschloß (Spielzeit 1919/20)
- Die lustige Puppe
- Das Phantom
- Die Polenhochzeit (Spielzeit 1916/17)
- Schwarz-weiß-rot

### III. Filmmusik
- 1913 Eva (Partitur)[3]
- 1914 Eine tolle Nacht
- 1918 Verlorene Töchter (Kino-Musik)[4]

Quelle:

## Hörspiele (Auswahl)
- 1927: Julius Freund, Wilhelm Mannstaedt: Eine tolle Nacht. Posse mit Gesang und Tanz in fünf Bildern (Komposition) – Regie: Alfred Braun (Sendespiel (Hörspielbearbeitung) – Funk-Stunde Berlin; Erstsendung: 29. November 1927; Livesendung ohne Aufzeichnung)